# Calle 57 (línea Broadway)
La Calle 57 es una estación en la línea Broadway del metro de la ciudad de Nueva York, localizada en Midtown Manhattan en la intersección de la Calle 57 y la Séptima Avenida. Algunas veces es referida como la Calle 57–Séptima Avenida para distinguirla de la Calle 57 en la línea de la Sexta Avenida, en la cual pasa por debajo de la Sexta Avenida, y algunas veces es llamada como   Midtown–Calle 57.
Con cuatro vías y dos plataformas centrales, esta estación es la que está cerca del extremo norte de la línea Broadway. Los trenes N, R y W operan en las vías locales, en la cual continúan al norte bajo las Calles 59 y 60  hacia Queens. Las vías exprsas son usadas para giros por los trenes Q, en la cual usan esta estación como su terminal. Estas vais expresas en realidad contiuan en sentido norte como la línea de la Calle 63 BMT hacia la Avenida Lexington–Calle 63, aunque algunas veces las vías son usadas por los trenes R en caso de alguna construcción y pasan por el túnel de la Calle 60. Actualmente la línea se está expandiendo para que el servicio Q pueda continuar hasta la Calle 57 y pasar bajo la Calle 63 hacia la línea de la Segunda Avenida.

## Conexiones de autobuses
- M6
- M7
- M30
- M31
- M57